# Occupation de Poti
Deuxième guerre d'Ossétie du Sud
Batailles
- Bataille de Tskhinvali
- Bataille de la Vallée de Kodori
- Bataille des côtes d'Abkhazie
- Raids sur Poti
- Prise de Gori
- Opération Assured Delivery

Les raids sur Poti ont été une série de bombardements contre le port de Poti en Géorgie au cours de la guerre d'Ossétie du Sud de 2008, du 9 août au 19 août 2008. La ville a ensuite été occupée par les troupes russes, qui sont restées pendant un certain temps avant de se retirer.

## Contexte historique
Après le début de la confrontation entre l'armée russe et géorgienne, le 7 août, l'aviation russe bombarde des cibles militaires dans la banlieue de la ville géorgienne de Gori. L'attaque aurait également fait des victimes parmi les civils, ce que la Russie dément officiellement le 13 août.

## Déroulement de la bataille
Les forces géorgiennes étant très affaiblies par les bombardements de l'armée de l'air russe, le 14 août 2008, les troupes russes lancent l'assaut et occupent la ville. Le port de Poti, siège de la marine géorgienne, est pris sans combat par l'armée russe alors que les principales unités géorgiennes sont en pleine déroute.
Durant la bataille, les deux principaux bâtiments de combat de la Marine géorgienne, le Tbilissi (თბილისი), navire soviétique obtenu de l'Ukraine en 1999, et le Dioskuria (დიოსკურია), navire français du type La Combattante (1971), obtenu de la Grèce en 2004 (anciennement PG Ypoploiarchos Batsis, P17, armée 2 canons de 35 mm et 2 lance-torpilles de 533 mm, ainsi que quatre autres bateaux des garde-côtes abandonnés dans le port de Poti car hors d'état de naviguer ont été sabordés par l'armée russe. Les autres bateaux ont été transférés dans le port de Batoumi avant l'arrivée des Russes.
4 Humvee géorgiens et 22 soldats ont été capturés. Aucune perte n'a été déclarée du côté russe selon les médias officiels.